# Marx József (fotóművész)
Marx József (Marosvásárhely, 1914. április 23. – Marosvásárhely, 1992. április 30.) erdélyi magyar fotóművész.

## Életútja
A nagyenyedi Bethlen Gábor Kollégiumban végezte középiskolai tanulmányait (1931), majd a Ferenc József Tudományegyetemen két évig jogot hallgatott (1940–42). Az orosz hadifogságban (1949-ig) Jerevánban munkaszolgálatos. Hazatérve az Alimentara kereskedelmi vállalat főtisztviselője, majd a Magyar Autonóm Tartomány, ill. Maros megye kereskedelmi igazgatóságának osztályfőnöke. Hivatásszerűen 1958-tól kezdett fényképészettel foglalkozni, amikor Sütő András meghívta fotóriporternek az alakuló marosvásárhelyi Művészet (később Új Élet) szerkesztőségébe. Nyugdíjazásáig (1974) a folyóirat belső munkatársa.

## Fotóművészete
Már 1931-ben díjat nyert egy fotóművészeti versenyen. Készített igényes riportképeket és fotóművészeti munkákat: táj- és műemlék felvételeket, tárgyfotókat, aktképeket, portrékat. Fotótékája több mint 200000 fényképet tartalmaz. Mintegy ezer nemzetközi és hazai kiállításon vett részt, melyeken kétszáznál több díjat nyert. 50 év a fotóművészet szolgálatában című retrospektív egyéni kiállítását az ország hét városában mutatták be. A Romániai Fotóművészek Szövetsége országos vezetőségének tagjává, majd díszelnökévé választották.
Sok ezer felvétele jelent meg a romániai sajtóban (A Hét, Dolgozó Nő, Utunk és napilapok) és külföldi kiadványokban. Haragos Zoltánnal közösen szerkesztette A Maros völgye című kiadványt (1970). Dokumentumfelvételeivel jelent meg Maros megye háromnyelvű útikalauza: Judeţul Mureş-Maros megye-Kreis Mureş (Nagyszeben, 1979). Fényképeivel illusztrálták a Kriterion és más romániai könyvkiadók több dokumentumkötetét, közülük említendő Vita Zsigmond: Jókai Erdélyben (1975) és Szépréti Lilla Régi és új világ (Kolozsvár, 1981) című munkája.

## Díjak, elismerések
- 1969-ben a Nemzetközi Fényképész Szövetség (FIAP) kiváló művésze címmel ajándékozták meg
- Kitüntették a Honoraire Excellence és a Honoraire Golden Eye (Aranyszem) díjakkal
- 1976-ban az Egyesült Nemzetek Szervezete díszoklevelét kapta meg a nemzetközi fotóművészetben elért eredményeiért